# 桑頓鎮區 (內布拉斯加州水牛縣)
桑頓鎮區（英語：Thornton Township）是位於美國內布拉斯加州水牛縣的一個行政鎮區。

## 地方資料
桑頓鎮區的面積為93.65平方千米，皆為陸地。根據2020年美國人口普查的數據，當地共有人口166人，而人口密度為每平方千米1.77人。